# Santa Anna de Bescanó
Santa Anna de Bescanó és una església de Montfullà, al municipi de Bescanó (Gironès), protegida com a Bé Cultural d'Interès Local.

## Descripció

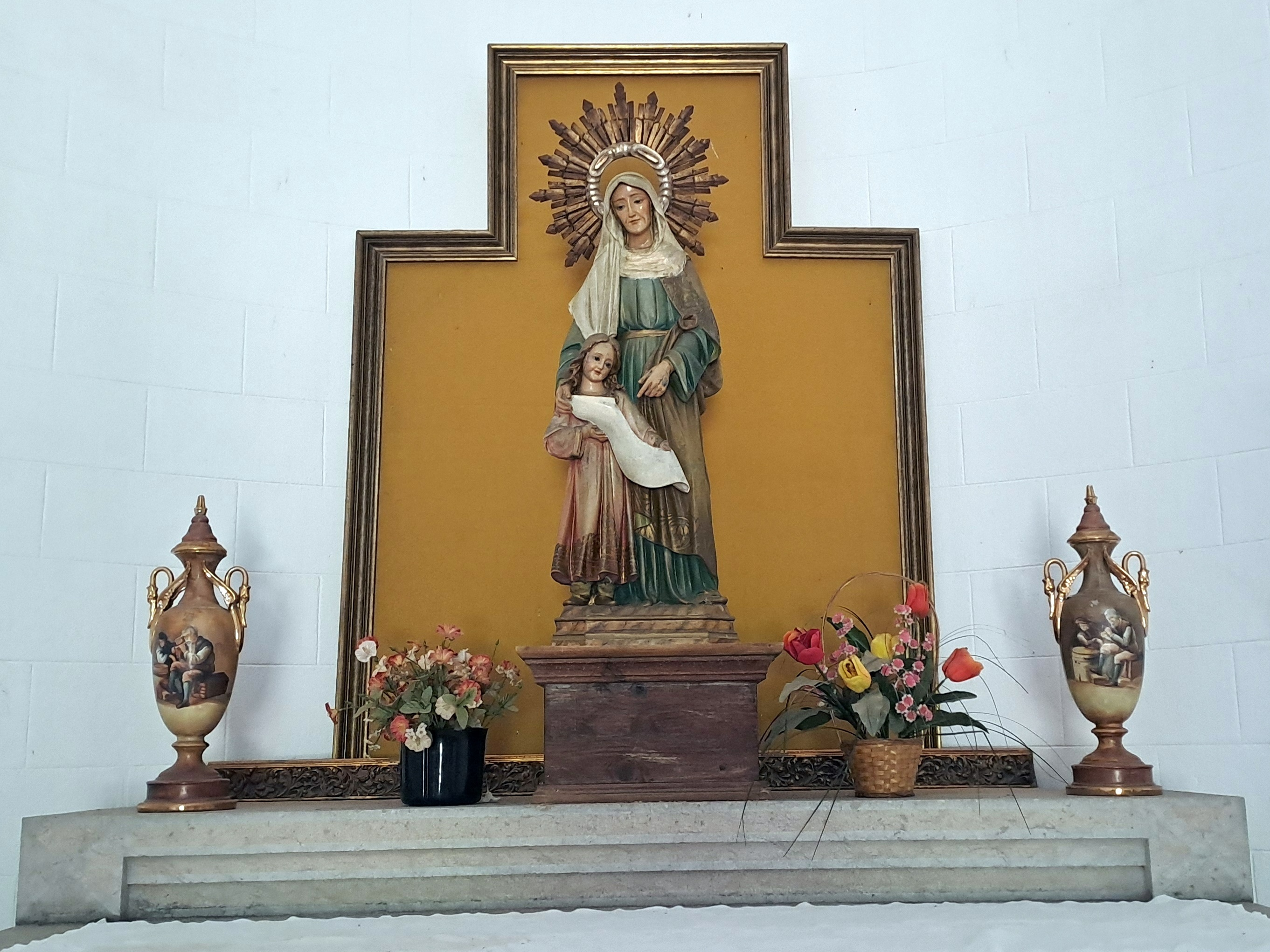
Retaule de l'ermita amb santa Anna i la Mare de Déu Nena

Edifici d'una sola nau amb capçalera semicircular i campanar d'espadanya. La façana té adossat un gran porxo format per un cos octogonal i un de quadrat. El recinte queda tancat per un mur baix sobre el que s'aixequen els pilars i els arcs rebaixats.

## Història
L'església data probablement del segle xvii. L'any 20 del segle XX es va afegir un porxo, construït pel mestre d'obres Mateu Frigolé. El primer d'agost de 1948 es va celebrar la reposició de la imatge de Santa Anna. El dia de la patrona s'hi celebra anualment un gran aplec.